# 比世界上任何人
《比世界上任何人》，是1992年10月中山美穗與WANDS合作唱作之單曲，為1992年由中山美穗主演之富士電視台日劇《我愛爸爸的情人》之主題曲，有大賣近兩百萬張的記錄。

## 收錄歌曲
（全曲）作詞：上杉昇、中山美穗；作曲：織田哲郎

## 改編歌曲
此歌曲曾被改編成以下作品（以下作品尤為華語者，在華人社區中產生很大的迴響並傳唱著）：
- 鄭秀文：「衝動點唱」
- 許志安：「唯獨你是不可取替」
- 黎明詩：「敢恨敢愛」
- 王馨平&高明駿：「今生註定」
- Dougal & Gammer：「世界中の誰よりきっと〔Dougal & Gammer REMIX〕」
- The Nuts（韓國組合）：「爱情傻瓜（사랑의 바보）」
- Debbie Gibson：與 Eric Martin 合唱，收錄於專輯 Ms. Vocalist。
- Eric Martin： 另翻唱於專輯 Mr. Vocalist。

## 翻唱/重新演繹
- 織田哲郎
- 酒井法子
  - 2007年8月22日，TOYOTA NOAH廣告歌。
- 島谷瞳
- 白石涼子、三宅淳一
- 中西保志
- 稻垣潤一
- 芝加哥樂團
- Position（韓國組合）
- 石欣卉（馬來西亞華人歌手）
- 許志安（香港歌手）
- 鄭秀文（香港歌手）
- 黎明詩（香港歌手）
- TOKYO D.
- 上白石萌音